# Fiere della Champagne

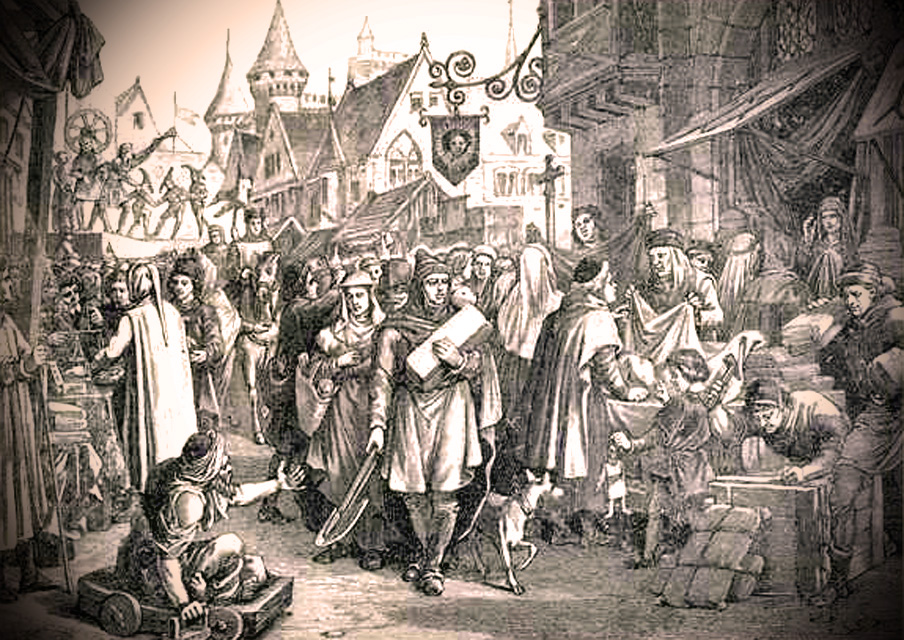
"Una fiera in Champagne nel XIII secolo", incisione dall'Album historique curato da Ernest Lavisse (1898)

Le fiere della Champagne è il nome con cui si indicano un gruppo di fiere che si tennero a partire dal XII secolo nella contea della Champagne, in Francia. Si svolgevano una volta all'anno nei centri di Lagny e Bar-sur-Aube, e due volte all'anno a Provins e Troyes. Oltre a queste principali, ne esistevano anche di secondarie.
Il calendario era fissato in maniera tale che, per gran parte dell'anno, almeno una fiera fosse aperta, garantendo la continuità delle transazioni.
Il successo di tali manifestazioni commerciali era dovuto principalmente alla sicurezza che i conti di Champagne garantivano ai mercanti e alla loro posizione geografica. Situate a metà strada tra il Mediterraneo e il Mar Baltico, divennero infatti il cardine del commercio europeo per circa due secoli. I mercanti italiani e provenzali scambiavano i prodotti mediterranei e orientali (tessuti, spezie) con quelli del nord (pellicce, resina), convogliati dai mercati fiamminghi e tedeschi. La necessità fece diventare le fiere uno dei luoghi in cui si riaffermò l'uso del denaro. Le monete a base argentea di Provins e di Troyes furono tra le prime ad essere accettate internazionalmente, assieme a quelle emesse dall'abbazia di San Martino di Tours, i cosiddetti "tornesi".
In seguito, le fiere si affermarono anche come luogo di cambio tra le diverse valute.
A partire dal 1300, l'apertura di nuove vie commerciali tra le Fiandre e il Nord Italia, le regioni più fiorenti dell'Europa di allora, determinarono la decadenza delle fiere della Champagne.